# Сантуш, Рикарду
Рикарду Сантуш (порт. Ricardo Santos; род. 11 октября 1954, Порталегри) — португальский государственный и политический деятель. Биолог и проректор Азорского университета, депутат Европейского парламента восьмого созыва, с 2019 по 2022 год — министр морских дел.

## Биография
В 1979 году получил степень бакалавра в институте психологии ISPA в Лиссабоне, а в 1984 году — степень магистра в Азорском университете. Затем учился в Ливерпульском университете, а в 1993 году получил докторскую степень по биологии в Азорском университете. В 1989–1991 годах был одним из директоров департамента океанографии и рыболовства, а с 1997 по 2001 год возглавлял этот департамент. В 1993 году вошёл в совет института морских исследований IMAR, в 1997 году стал вице-президентом, а в 2006 году — президентом этого учреждения. В 2003 году также стал проректором в Азорском университете.
Специализируется на вопросах, сочетающих этиологию и экологию. Назначен в органы и консультативные советы различных национальных и международных научных учреждений, также был экспертом в португальских министерствах и региональном правительстве.
Являлся кандидатом от Социалистической партии на выборах в Европейский парламент 2014 года, получив мандат депутата Европарламента, который исполнял до 2019 года. В октябре того же года занял должность министра по морским делам при премьер-министре Антониу Кошты.